# Course de la Paix Juniors
Die Course de la Paix Junior ist ein tschechisches Straßenradrennen, das im Jahr 1965 eingeführt wurde als Junioren-Ausgabe der Internationalen Friedensfahrt. Die Veranstaltung gilt als eines der prestigeträchtigsten Etappenrennen für Junioren.
Der Wettbewerb, der zum UCI Men Juniors Nations’ Cup gehört, wird in der Regel im Mai über vier Etappen ausgetragen. Unter den Siegern befinden sich später erfolgreiche Elite-Fahrer wie Roman Kreuziger, Fabian Cancellara und Remco Evenepoel.
Wegen der COVID-19-Pandemie soll das Rennen im Jahr 2021 erst im August (26.–29.) stattfinden.

## Siegerliste
- 2023  Jørgen Nordhagen
- 2022  Emil Herzog
- 2021  Per Strand Hagenes
- 2020 nicht ausgetragen wegen COVID-19-Pandemie
- 2019  Hugo Toumire
- 2018  Remco Evenepoel
- 2017  Idar Andersen
- 2016  Christopher Blevins
- 2015  Brandon McNulty
- 2014  Magnus Klaris
- 2013  Mads Pedersen
- 2012  Niklas Eg
- 2011  Magnus Cort Nielsen
- 2010  Jewgeni Schalunow
- 2009  Łukasz Wiśniowski
- 2008  Michał Kwiatkowski
- 2007  Michał Kwiatkowski
- 2006  Martin Hačecký
- 2005  Tanel Kangert
- 2004  Roman Kreuziger
- 2003  Peter Velits
- 2002  Peter Velits
- 2001  Sven Krauß
- 2000  Piotr Mazur
- 1999  Fabian Cancellara
- 1998  Michal Mourecek
- 1997  Christian Werner
- 1996  Denis Bondarenko
- 1995  Denis Menschow
- 1994  Dmitrij Parfimovic
- 1993  Janek Ermal
- 1992  Petr Herman
- 1991  Jiří Pospíšil
- 1990  Danilo Klaar
- 1989  Petr Cirkl
- 1988  František Trkal
- 1987  Luboš Pekárek
- 1986  Miroslav Lipták
- 1985  Leonid Lebedew
- 1984  Ondrej Glajza
- 1983  Roman Kreuziger
- 1982  Christian Jager
- 1981  Berndt Pfister
- 1980  Vladimír Kozárek
- 1979  Alberto Molinari
- 1978  Falk Boden
- 1977  Alessandro Paganessi
- 1976  Jiří Korouš
- 1975  Iwan Romanow
- 1974  Wladimir Sapowalow
- 1965  Fritz Germin